# Asesinatos del lago Bodom
Los asesinatos del lago Bodom fueron un triple homicidio ocurrido a mediados de 1960 en Finlandia en el que se desconoce la identidad del asesino. En la noche del 5 de junio a unos 20 kilómetros de Helsinki cuatro jóvenes fueron atacados y apuñalados mientras dormían en una tienda de campaña a orillas del lago Bodom. Tres de ellos fallecieron a causa de las heridas, mientras que uno de los jóvenes, Nils Wilhelm Gustafsson, fue encontrado fuera de las tiendas gravemente herido y, tras ser hospitalizado, logró sobrevivir al ataque. La investigación judicial llevada a cabo no fue capaz de localizar al asaltante y ante la falta de un culpable se han venido presentando varias teorías acerca de la hipotética identidad del asesino desde entonces. En el año de 2004, 44 años después, Gustafsson fue oficialmente acusado del triple homicidio pero fue exonerado por la justicia finesa. Debido a las circunstancias que lo rodean es uno de los casos de homicidio más conocidos de la historia criminal de Finlandia.

## Los asesinatos

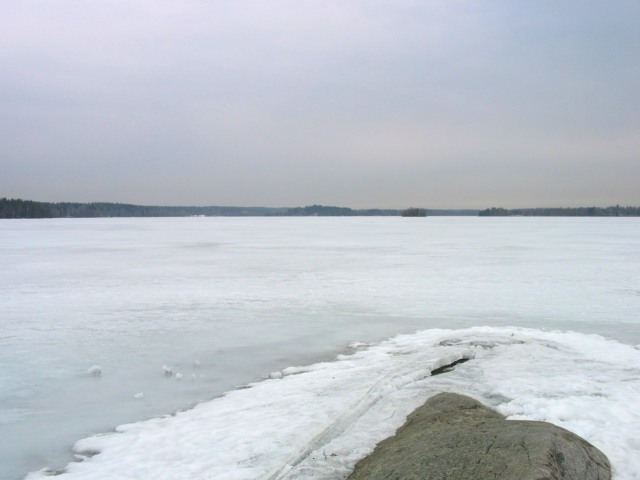
Lago Bodom.

El sábado 4 de junio de 1960, cuatro adolescentes finlandeses decidieron acampar en la orilla del lago Bodom (en finés: Bodominjärvi; en sueco: Bodom träsk), cerca de la finca de Oittaa, perteneciente a la ciudad de Espoo. El grupo estaba conformado por las adolescentes de quince años Maila Irmeli Björklund y Anja Tuulikki Mäki acompañadas por sus respectivas parejas de dieciocho años Seppo Antero Boisman y Nils Wilhelm Gustafsson.
Entre las 4.00 y las 6.00 de la madrugada (UTC +2) del domingo 5 de junio, Mäki, Björklund y Boisman fueron apuñalados hasta la muerte. Gustafsson, el único sobreviviente de la masacre, sufrió una conmoción cerebral, fracturas en la mandíbula y en varios huesos de la cara y contusiones en la cara, pero consiguió sobrevivir. Posteriormente, tras su recuperación, explicó que consiguió entrever un atacante vestido de negro y rojo intenso venir a por ellos.
Hacia las 6 de la mañana, un grupo de chicos jóvenes que observaban aves a cierta distancia dijeron haber visto desplomarse una de las tiendas y a un hombre rubio abandonar el sitio. Los cuerpos de las víctimas fueron encontrados alrededor de las 11 de la mañana por un carpintero llamado Esko Oiva Johansson que alertó a la policía, quienes llegaron poco después al mediodía.
Gustafsson fue trasladado al hospital en el que permaneció en coma durante seis horas y recupero el conocimiento cuatro días después. A causa del traumatismo, el líquido cefalorraquídeo se filtraba por la nariz y la barbilla estaba tan rota que los dientes le salían por la mejilla. La cabeza presentaba numerosas heridas y uno de los canales auditivos resultó dañado de una puñalada.

## Investigación inicial
El asesino no atacó a las víctimas desde dentro de las tiendas, sino desde los laterales exteriores con un cuchillo y un objeto romo. Las armas del crimen nunca fueron encontradas. El asesino se llevó objetos personales de las víctimas que los investigadores encontraron desconcertantes, incluyendo las llaves de las motocicletas de los jóvenes, que seguían en el mismo sitio después del crimen. Los zapatos de Gustafsson fueron encontrados a aproximadamente 500 metros de la escena del crimen. La policía no acordonó el sitio ni reportó los detalles, lo que más tarde se consideró un grave error. A causa de eso, muchos oficiales y otra gente desbarataron la escena y corrompieron toda clase de pruebas restantes. El error fue a peor cuando se contactó a soldados finlandeses para ayudar con la búsqueda de objetos perdidos alrededor del lago, varios de los cuales nunca se encontraron.
Björklund, la novia de Gustafsson, fue encontrada desvestida desde la cintura abajo y estaba tendida por encima de su tienda. Era la que presentaba más heridas de todas las víctimas. Fue apuñalada repetidamente incluso después de su muerte, mientras que los otros dos adolescentes fueron asesinados con menos brutalidad. Gustafsson también fue encontrado encima de la tienda.

## Las víctimas
- Maila Irmeli Björklund, 15 años de edad.
- Anja Tuulikki Mäki, 15 años de edad.
- Seppo Antero Boisman, 18 años de edad.
- Nils Wilhelm Gustafsson, 18 años de edad, el único sobreviviente, arrestado en el año 2004 por dichos asesinatos, posteriormente declarado inocente en octubre del 2005.

## Los sospechosos
Con el paso de los años han surgido varios sospechosos de los asesinatos del Lago Bodom, siendo los siguientes los más notables:

### Pentti Soininen
Pentti Soininen en la noche de los crímenes tenía 15 años y residía cerca del lugar donde ocurrieron los asesinatos en el Lago Bodom. La policía lo interrogó, pero sin resultado. A finales de los años sesenta trabajaba como encargado de mantenimiento y ya había sido condenado por varios delitos violentos y contra la propiedad. En 1969, a la edad de 24 años, estando en la cárcel en el condado de Kuopio, confesó que había cometido los asesinatos del Lago Bodom. Poco después de la confesión Soininen se suicidaba en la comisaría de Toijala.

### Valdemar Gyllström
Uno de los principales sospechosos de los asesinatos fue Karl Valdemar Gyllström, encargado del kiosco de Oittaa. Era conocido por mostrar abierta hostilidad hacia campistas que se acercaban al lago y que actuaba contra ellos cortando las cuerdas de las tiendas o arrojando rocas a su paso. Unos días después de la muerte de los jóvenes Gyllström llenó el pozo en su patio y consecuentemente, su casa y su patio se inundaron. Además, vecinos afirmaron años después de los hechos haberle visto salir de las orillas del lago pero alegaron que le tenían demasiado miedo como para reportarlo a la policía entonces debido a su comportamiento violento. Aparentemente Gyllström habría confesado haber sido el autor de los homicidios en conversaciones informales con conocidos. Además, la esposa de Gyllström dijo que estuvo despierta toda la noche y que su marido no había estado fuera de casa. Sin embargo, la mujer había dicho antes de su muerte que su marido había amenazado con matarla si decía la verdad. A pesar de todo, ninguno de estos hechos han podido ser contrastados y la policía nunca encontró pruebas firmes que lo pudiesen vincular con el triple homicidio de manera que durante la investigación se le descartó como sospechoso, puesto que todos consideraban que estaba demente. Gyllström se ahogó en el lago Bodom, en 1969 en estado de ebriedad.

### Hans Assmann
Hans Assmann poco después de las muertes de los jóvenes fue ingresado en un hospital. Esto unido al hecho a que Assmann era originario de Alemania le convierte en uno de los sospechosos. Poco después de revelarse su nombre se crearon teorías a que la identidad real de Assmann resultaba ser la de un antiguo miembro de las unidades de combate de la SS durante la Segunda Guerra Mundial o a que es un presunto espía en activo de la KGB soviética. También se sospecha de que Assmann fue el responsable de otros crímenes como el asesinato de Kyllikki Saari en Isojoki y el asesinato doble en Tulilahti Heinävesi. El médico Jorma Palo publicó un libro cuya teoría defendía que Assmann cometió los asesinatos del lago. El exdetective Matti Paloaro respaldaba esta hipótesis. A la policía finesa, en cambio, no le pareció relevante, pues Assmann disponía de una buena coartada durante esa misma noche.

## Detención y juicio de Nils Gustafsson
En marzo de 2004, casi 44 años después del triple homicidio, Nils Gustafsson fue arrestado por la policía con la acusación formal de haber matado a los tres jóvenes. Poco después fue liberado de la prisión provisional pero con la imputación como único sospechoso del homicidio. En 2005, la Agencia Nacional de Investigación (Keskusrikospoliisi, KRP) declaró que el caso se sostenía en un análisis de las manchas de sangre. Según la acusación, Nils Gustafsson habría tenido un ataque de celos hacia Irmeli Björklund, quien hubiera sido su novia en aquella época y con la que llevaría poco tiempo. De acuerdo al libro publicado por Ulf Johansson el ataque de celos de Gustafsson pudo ser la causa del crimen y la razón que diferenciaría la brutalidad empleada para asesinar a Irmeli frente a la simplicidad empleada en el homicidio de los otros dos adolescentes.
La acusación demandaba cadena perpetua en contra de Nils Gustafsson. La defensa sostuvo la idea de que los asesinatos fueron realizados por una o más terceras personas y que, con las lesiones que sufrió el imputado, le habría resultado imposible haber asesinado a los otros muchachos. El 7 de octubre del 2005, Gustafsson fue liberado de todos los cargos. Tras ser liberado Gustafsson exigió una compensación por el sufrimiento psicológico a causa del largo tiempo de detención. Una vez negociado el estado finés finalmente accede a un pago de 44.900 €. Gustafsson además denunció diversos recortes de prensa por vulneración a su honor por parte de diversos medios de comunicación fineses, pero la denuncia no prosperó.

## Influencia en la cultura popular
El triple homicidio a orillas del lago Bodom ha sido la inspiración de diversas películas de terror. En el año 2016 se estrenó una película titulada 'Lago Bodom' que se basa vagamente en los eventos que rodean al triple homicidio. La banda de death metal melódico Children of Bodom eligió su nombre inspirándose en estos crímenes.